# Georg Laurenz Schneider
Georg Laurenz Schneider (* 13. Februar 1766 in Burgpreppach; † 6. April 1855 in Coburg) war ein deutscher Komponist und Dirigent.

## Leben und Werk
Georg Laurenz Schneider besuchte das Alumneum in Regensburg und das Egidien-Gymnasium in Nürnberg.
1780 ging er als Kapellmeister nach Ingelfingen (Hohenlohe). 1784 gründete er die Hofkapelle in Hildburghausen. 1792 ging er als herzoglicher Musikdirektor nach Coburg. Hier wurde er 1829 pensioniert.
Georg Laurenz Schneider komponierte das Singspiel Die Hochzeit im Bade (Coburg 1798), die Oper Algol (Coburg 1800), Lieder, darunter zwei Wolfgang Amadeus Mozart untergeschobene (Köchelverzeichnis Anh. 246 und 247), Quodlibets, Sinfonien, Konzerte, die Ouvertüre Ein vester Burg für zwei Orchester, Sonaten und Duos.